# 天空傳媒
天空傳媒股份有限公司，前身為網絡數碼股份有限公司（webs-tv inc.），成立於1997年。目前擁有入口網站、寬頻上網、影片租借等娛樂傳播事業。

## 簡史
網絡數碼股份有限公司（webs-tv inc.）於1999年由陳銘堯創辦，主營業務為線上收費視頻點播，主要股東為大學創業投資基金與經營團隊。於2006年起陸續購併了和信超媒體（GigaMedia Limited）的ADSL寬頻上網事業、蕃薯藤（yam.com）入口網站、台灣百視達等公司，並引入中興保全資金。2007年3月，網絡數碼股份有限公司更名為天空傳媒股份有限公司（yam.com inc.），並以「yam yam天空」作為全新的企業識別系統，網址統一使用原蕃薯藤網址“yam.com”。2010年10月，入口網站再度改回蕃薯藤品牌，並以「yam蕃薯藤」作為全新的企業識別系統。

### 大事記
- 2000年4月：網絡數碼股份有限公司成立。
- 2006年5月：收購和信超媒體的ADSL事業。（後於2009年9月移轉中嘉網路管理）
- 2006年9月：收購蕃薯藤數位科技所經營的yam.com入口網站。
- 2007年3月︰更名為天空傳媒股份有限公司，並以「yam天空」作為全新的品牌識別系統。
- 2009年3月：天空傳媒正式英文名稱更改為「YAMEDIA Inc.」。
- 2010年7月：和信超媒體創辦人辜啟允的大姐辜懷群入主天空傳媒，天空傳媒的品牌改回「yam蕃薯藤」。
- 2012年8月：天空傳媒創意部建立「地球圖輯隊」服務，以授權大圖報導國際要聞。

## 服務項目
- 入口網站－yam蕃薯藤
- 影音娛樂－愛電視（isch.tv）
- 部落格服務－yam blog天空部落
- 兒童入口－小蕃薯
- 旅遊－輕旅行
- 國際新聞－地球圖輯隊

## 外部連結
- yam蕃薯藤（页面存档备份，存于）